# Луї Мулінгаус
Луї Мулінгаус (фр. Louis Muhlinghaus) — бельгійський футбольний функціонер, один із засновників і перший Генеральний секретар ФІФА в 1904—1906 роках.

## Діяльність
Луї Мулінгаус, як тодішній Генеральний секретар Бельгійської футбольної асоціації був, поряд з Максом Каном, одним із двох представників Бельгії, які стали засновниками ФІФА в 1904 році. На першому з'їзді ФІФА (23 — 24 травня 1904 року) першим президентом був обраний Робер Герен, а Луї Мулінгаус був призначемний Генеравльним секретарем організації. На цій посаді бельгієць пробув лише два роки до 1906 року, після чого новим генсеком став Карл Гіршман, виконуючи цю функцію в найближчі 25 років.